# Josef Rolletschek

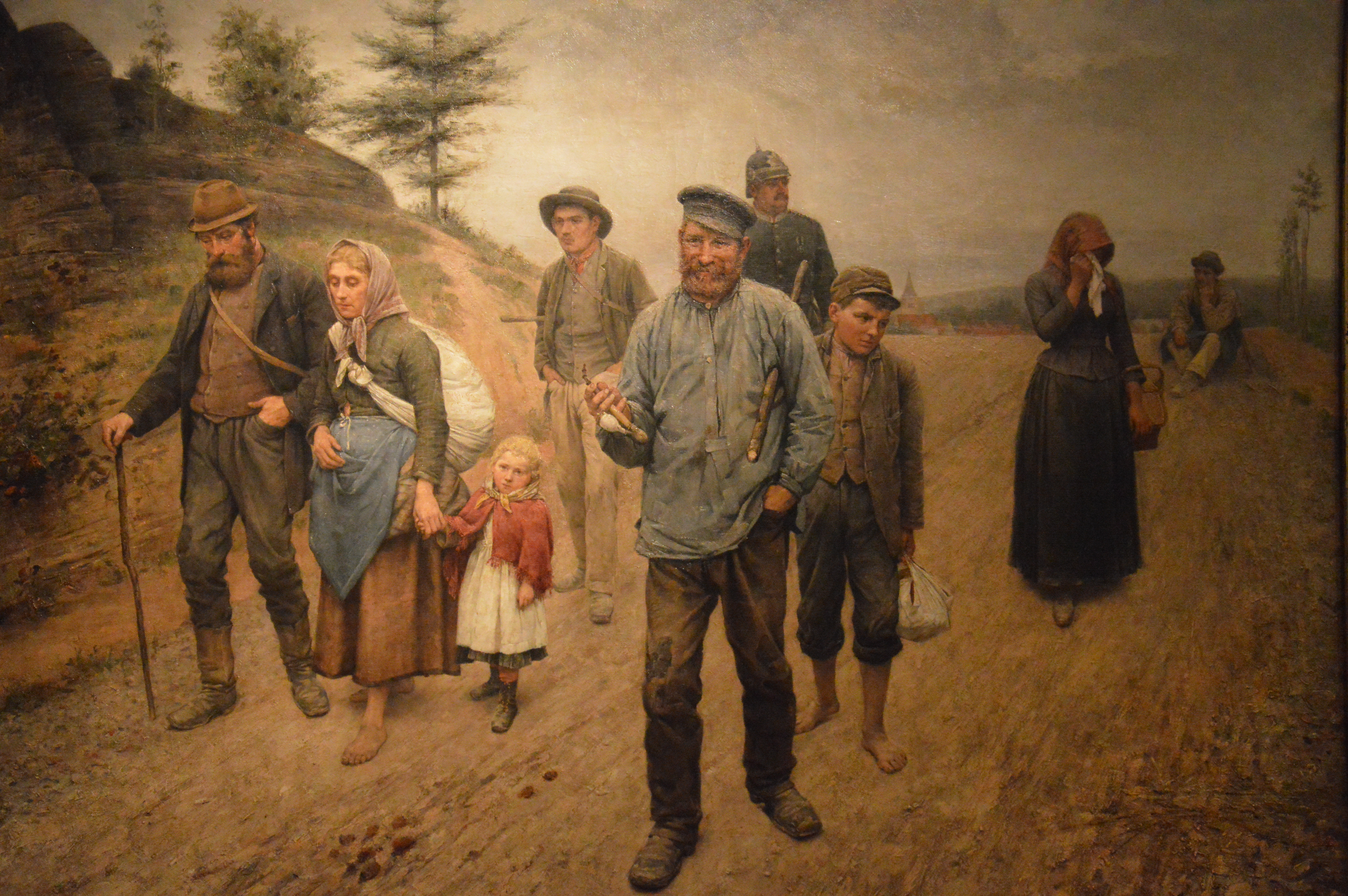
Die Vertriebenen (1899), Deutsches Historisches Museum, Berlin

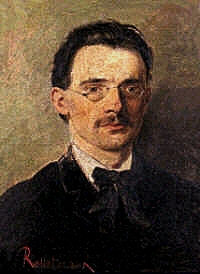
Portrait Rudolf Steiner (ca. 1894)

Josef Rolletschek (auch Josef Rollet, * 1859 in Gießaus in der Gemeinde Liberk; † 1934 in Weimar) war ein österreichischer Maler, der als Vertreter der Weimarer Malerschule gilt.
Josef Rolletschek studierte von 1883 bis 1890 an der Akademie der Bildenden Künste Prag bei František Sequens. Ab 1890 wohnte er in dem Künstlerheim in Weimar und studierte von 1891 bis 1896 an der Großherzoglich-Sächsischen Kunstschule Weimar bei Carl Frithjof Smith.
Rolletschek war mit dem Publizisten und Esoteriker Rudolf Steiner befreundet und malte sein Porträt. Rolletschek verfasste auch das Buch „Was sich die Blumen erzählen und Anderes“. Neben eigenen Werken schuf Rolletschek einige Kopien alter Porträts prominenter Persönlichkeiten, u. a. von Friedrich II. von Preußen nach dem Original von Anna Rosina de Gasc sowie von Anna Amalia von Preußen nach dem Original von Angelika Kaufmann.
Seine Gemälde befinden sich u. a. in den Sammlungen des Stadtmuseums Weimar und der Nationalgalerie Prag.

## Veröffentlichungen
- Was sich die Blumen erzählen und Anderes. Wigand, Leipzig/Berlin 1904 OCLC 934825965